# باول كلارك (مؤرخ)
باول كلارك (بالإنجليزية: Paul Clark)‏ هو مؤرخ أمريكي، ولد في 18 أغسطس 1954.